# Armee Norwegen
De Armee Norwegen was een Duits leger in de Tweede Wereldoorlog. 

## Krijgsgeschiedenis
De Armee Norwegen werd opgericht op 19 december 1940 in Noorwegen uit Gruppe XXI. Tegelijkertijd fungeerde de staf ook als Wehrmachtbefehlshaber Norwegen. De hoofdtaak van het leger was de Noorse kustverdediging en als bezettingsmacht van Noorwegen.
Op 4 juni 1941 werd een deel-staf gevormd (Befehlsstelle Finnland), als voorbereiding op de veldtocht tegen de Sovjetunie, specifiek voor Operatie Silberfuchs. Onder dit commando stootten Duitse troepen vanaf 29 juni 1941 door de Sovjet-stellingen ten oosten van Petsamo en rukten vervolgens verder op naar de Zapadnaya Litsa en het schiereiland Rybatsji. De gevechten hier, inclusief rond een bruggenhoofd over de Litsa, duurden tot eind september 1941. In juli en augustus 1941 werd ook gevochten rond Kuoloyarvi, Sohjana en Kestenga en in september tussen Suomussalmi en Uhta. Medio september kwamen ook hier de Duitse aanvallen tot staan en volgde een stellingenoorlog in Lapland en aan het IJszee-front. Op 14 januari 1942 werd ten slotte Befehlsstelle Finnland afgescheiden van Armee Norwegen en omgedoopt in Armee Lappland.
Daarmee was Armee Norwegen weer terug bij zijn begintaken in Noorwegen zelf en dit bleef zo gedurende bijna drie jaar. Na de terugtocht van het 20e Bergleger uit Finland, werd het gebied van Armee Norwegen beperkt tot Midden- en Zuid-Noorwegen vanaf november 1944. 
Op 18 december werd Armee Norwegen opgeheven. Het gehele grondgebied en de bevoegdheden van de Wehrmachtbefehlshabers Norwegen gingen over op het 20e Bergleger.

## Commandant

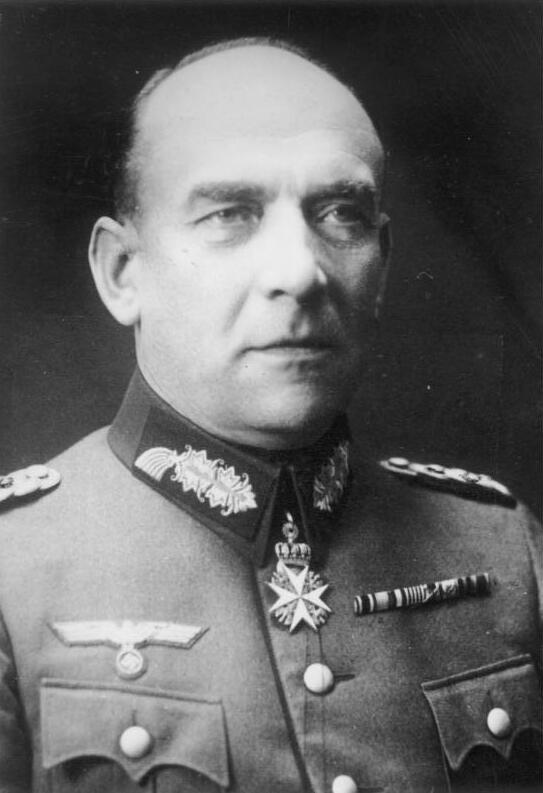
Generaloberst Nikolaus von Falkenhorst

| Rang          | Naam                     | Begin            | Eind             |
| ------------- | ------------------------ | ---------------- | ---------------- |
| Generaloberst | Nikolaus von Falkenhorst | 19 december 1940 | 18 december 1944 |